# Jurryt Smid
Jurryt Smid (* 27. Januar 1991 in Den Haag) ist ein niederländischer Eishockeyspieler, der seit 2017 erneut bei Hijs Hokij Den Haag unter Vertrag steht und in der belgisch-niederländischen BeNe League spielt.

## Karriere

### Clubs
Jurryt Smid begann seine Karriere als Eishockeyspieler in der Jugendabteilung der Zoetermeer Panters. Als 15-Jähriger wechselte er zu Hijs Hokij Den Haag und debütierte in der Ehrendivision. Schon nach einem Jahr kehrte er nach Zoetermeer zurück und stand für seinen Stammverein in der Eerste divisie, der zweithöchsten Spielklasse der Niederlande, auf dem Eis. Von 2008 bis 2011 stand er überwiegend bei den Nijmegen Devils in der Ehrendivision auf dem Eis, mit denen er 2009 den niederländischen Pokalwettbewerb und 2010 den Meistertitel gewinnen konnte, spielte aber in der Spielzeit 2009/10 auch für deren Ligakonkurrenten Amstel Tijgers Amsterdam. Ab 2011 wechselte er die Vereine im Jahrestakt und spielte nacheinander für Hijs Hokij Den Haag, mit dem er 2012 Pokalsieger wurde, die Friedland Flyers, erneut in Den Haag und die Tilburg Trappers, mit denen er 2014/15 das Double aus Meisterschaft und Pokalsieg erringen konnte. Ab 2015 spielte er wieder für seinen Stammverein, die Zoetermeer Panters, nunmehr in der neugegründeten belgisch-niederländischen BeNe League, wobei er 2016 zum besten Verteidiger der BeNe League gewählt wurde. Anschließend schloss er sich zum wiederholten Male Hijs Hokij den Haag an, mit dem er 2018 die BeNe League und die niederländische Meisterschaft gewinnen konnte.

### International
Smid nahm mit der niederländischen Mannschaft an den U18-Weltmeisterschaften 2008 in der Division I und 2009 in der Division II sowie an den U20-Weltmeisterschaften 2010 und 2011 jeweils in der Division II teil.
Mit der Herren-Nationalmannschaft seines Landes nahm er an den Weltmeisterschaften 2012, 2013 und 2014 in der Division I teil. Nachdem die Oranjes 2015 und 2017 jeweils ohne Smid abgestiegen waren, spielte er 2016 und 2018 in der Division II, wobei beide Male der sofortige Wiederaufstieg in die Division I gelang. Zudem vertrat er seine Farben bei den Qualifikationsturnieren zu den Olympischen Winterspielen in Sotschi 2014 und in Pyeongchang 2018.

## Erfolge und Auszeichnungen
- 2009 Niederländischer Pokalsieger mit den Nijmegen Devils
- 2010 Niederländischer Meister mit den Nijmegen Devils
- 2012 Niederländischer Pokalsieger mit Hijs Hokij Den Haag
- 2015 Niederländischer Meister und Pokalsieger mit den Tilburg Trappers
- 2016 Bester Verteidiger der BeNe League
- 2018 Gewinn der BeNe League mit Hijs Hokij Den Haag
- 2018 Niederländischer Meister mit Hijs Hokij Den Haag

### International
- 2016 Aufstieg in die Division I, Gruppe B, bei der Weltmeisterschaft der Division II, Gruppe A
- 2018 Aufstieg in die Division I, Gruppe B, bei der Weltmeisterschaft der Division II, Gruppe A

## Statistik
(Stand: Ende der Spielzeit 2023/24)